# Aropaoanui (fleuve)
La rivière  Aropaoanui (Awapawanui) s’écoule à partir du lac  Tūtira en direction de l’Océan Pacifique dans le nord de la baie de Hawke's Bay dans l’Ile du Nord de la Nouvelle-Zélande. 
Elle a été décrite comme l’une des rivières les plus propres de la Nouvelle-Zélande par le “ Department of Conservation », et est peuplée par plusieurs espèces de poissons comprenant les truites et des fritures, qui y sont volontiers pêchées. 

## Étymologie
Aropaoanui est un nom en langage  Māori, qui peut être grossièrement traduit par 'big smoke'. Selon le mythe local, la région fut nommée du temps, où la tribu locale faisaient cuire leurs prisonniers sur un feu après leur victoire à la bataille. La pulpe graisseuse autour des reins de leurs victimes commençaient à bouillir, donnant l’impression que leur victime était toujours vivante, ce qui terrifiait les personnes de la tribu. Plus tard, la famille de McKinnon acheta la plus grande partie de la vallée, formant l’une des plus grandes exploitations du secteur.

## Géographie
La vallée et la baie dans laquelle la rivière s’écoule sont aussi connues comme  « Aropaoanui », et croise la route nationale allant de la ville de Napier (Nouvelle-Zélande) à la ville de Wairoa.   